# موريس بلاكبيرن
موريس بلاكبيرن (بالإنجليزية: Maurice Blackburn)‏ هو محامي وسياسي أسترالي، ولد في 19 نوفمبر 1880 في أستراليا، وتوفي في 31 مارس 1944 في نفس البلد. حزبياً، نشط في حزب العمال الأسترالي. وقد انتخب عضو مجلس النواب الأسترالي عن دائرة Division of Bourke ‏ (15 سبتمبر 1934 – 21 أغسطس 1943) وانتخب عضو الجمعية التشريعية فيكتوريا.